# 朱家驊
朱家驊（1893年5月30日—1963年1月3日），字騮先，浙江吳興（今湖州市吴兴区）人，中华民国地质学家、政治人物，短暫代理中華民國總統職務，中国近代地质学的先驱。中国国民党内亲德国派人士。
朱家驊曾任中央研究院總幹事、代理院長，还曾任行政院及考试院副院长、教育部部長、交通部部長、浙江省政府主席等职务。他是1920年代至1940年代中德合作的重要人物。他还曾任中国国民党中央執行委員會調查統計局局长，被视为陳果夫、陳立夫兄弟的CC系的一員。但自1939年12月接掌中央组织部长后，开始自组班底，另树一帜。由于朱家骅在学界政界均有相当的地位与历史基础，自立门户后，很快成长为战时一大新生派系，并逐渐与CC系形成分庭抗礼之势。据长期担任国民党中央执行委员会秘书和中央监察委员会秘书长的王子壮称，战时朱家骅系与CC系在地方层级的冲突相当激烈：“蒋先生对于其干部，似采牵制政策，果夫立夫组党十年而有所组织，自然在党中形成一个力量，朱骝先（家骅）来长组织，因其在学界政界均有相当之地位，故其措施不能悉循旧轨，于是下级冲突公然暴露，如河南、陕西、山东等省均因此而致工作于停顿，更谈不上下级之健全。”

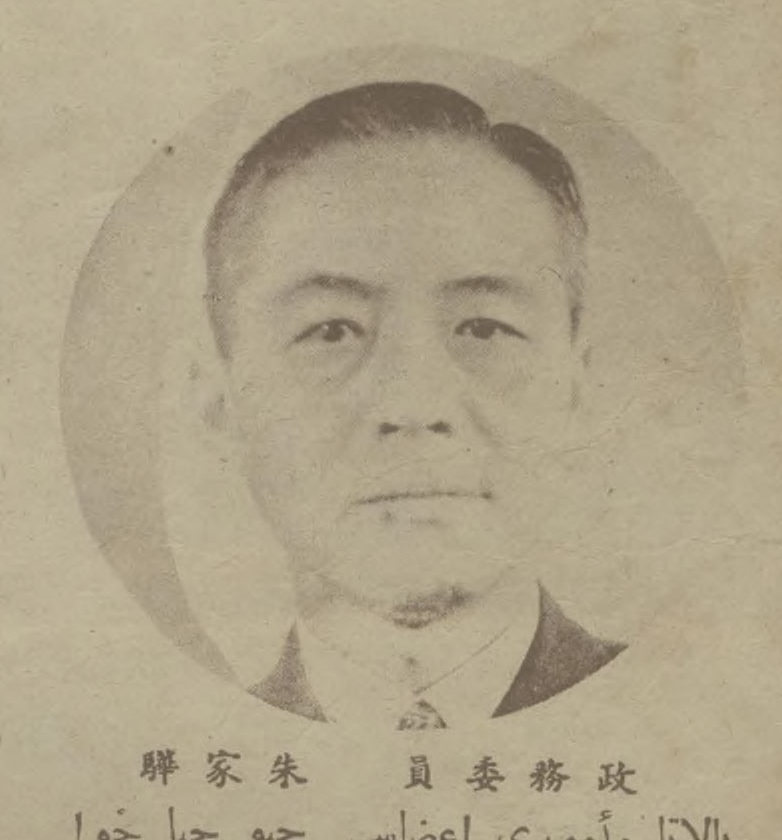

## 生平

### 早年求學生涯

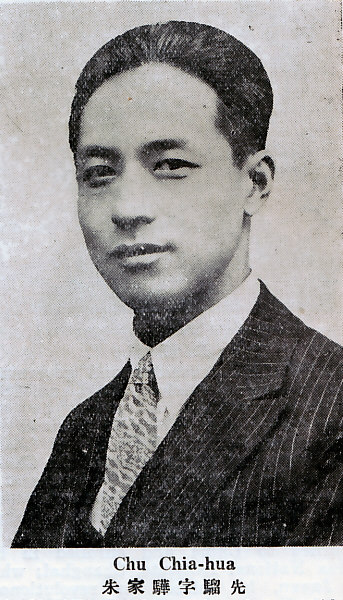
《中国名人录（第四版）》中的朱家驊照片

1893年5月30日（清光緒十九年四月十五），朱家驊生于大清浙江省湖州府吳興縣。早年先后進入南潯正蒙学堂、南潯公学等學堂就讀。1908年（光緒34年）秋天，入上海同济德文医学校学习。在校期间，因知道辛亥革命爆发後，朱家驊在上海参加革命派的中国敢死团。1912年（民国元年），回到已改组为同济医工专門学校的母校復学，入電機系。
1914年（民国3年）大學毕业後，朱家驊獲得張静江的資助，前往德国留学，入柏林工业大学学习冶金。1917年，受第一次世界大战影響，朱家驊无法继续学业，由柏林歸國，到北京大学担任德語教员，不久再到瑞士留学，入伯尔尼大学。1920年，回到德国，入柏林大学学习地質学，1922年获哲学博士。

### 教職生涯
1924年（民国13年）春，朱家驊归国，任北京大学地質系教授兼德語教员官。1926年（民国15年）3月，北京学生在游行中遭到临时政府武力镇压，酿成三一八惨案，朱家驊被指为学生游行的責任者，遭到北京临时政府的通缉。朱家驊遂逃回家乡，同年7月出任国立广東大学地質系教授、系主任。10月，广東大学改组为国立中山大学，朱家驊出任中山大学委員会代理委員長。

### 投入政治
1926年11月，朱家驊成为广州国民政府的广東省政府委員，从此开始政治家生涯。1927年5月，调任浙江省政務委員会委員兼浙江省農工厅厅長。6月，任中山大学副校長，两广地質調査所创办后，兼任所長。此外还任中国国民党广東省党部執行委員等要職。9月，改任中山大学教務長。10月，任浙江省政府委員兼民政厅厅長、中国国民党浙江省党部執行委員。1929年3月，当选中国国民党第三届中央執行委員（此後直到第六届一直连任中央執行委員）。

### 重返教職
1930年9月，任中山大学校長。11月，改任国立中央大学校長。1931年4月，任中英庚款委員会（1943年（民国32年）改组为中英文教基金董事会）委員長。

### 重返政治
1931年9月，任全国经济委員会秘書長。12月，任国民政府教育部部長。1932年10月，改任交通部部長。1935年（民国24年）12月，退任交通部部長，出任中央政治委員会代理秘書長。1936年春天，应国立中央研究院院長蔡元培招聘，出任中研院总幹事。同年12月至1937年（民国26年）11月，任浙江省政府主席。

### 抗战時期
抗日战争爆发后的1938年3月，朱家驊任国民政府軍事委員会参事室主任。4月，任中国国民党中央執行委員会秘書長兼党務委員会主任委員兼中央調査統計局局長，在党務方面担当枢要。因担任中央調査統計局局長，被视为陳果夫、陳立夫兄弟的CC系的一員。7月，任三民主義青年团幹事会常務幹事兼中央团部代理書記長。第二次世界大战德国发动闪击战后，朱家驊继续主张中德合作，但後来德意日三国軍事同盟成立，中德合作未能继续。
1939年12月葉楚傖接任朱家驊的中央執行委員會秘書長职务。
1940年（民国29年）3月，中研院院長蔡元培逝世，中研院評議選舉與國民政府軍事委員會委員長蔣中正屬意的顧孟餘競爭中研院院長，經評議會選舉當選中研院院長，評議會選舉過程因國民政府軍事委員會委員長蔣中正指示一定要由顧孟餘擔任中研院院長，引發當時中研院評議委員的不滿，憤而投票給朱家驊，國民政府軍事委員會委員長蔣中正拒絕核定朱家驊為第2任中研院院長，導致朱家驊長時間代行中研院院長职务。同年9月，朱家驊再任中山大学校長，12月改任中大校長。12月，出任考試院副院長。1944年（民国33年）11月，接替陳立夫被任命为教育部長。

### 二战後活動
日本投降後的1945年9月，朱家驊作为中国首席代表出席了联合国教育文化会議。翌年11月，聯合國教育、科學及文化組織正式成立，朱家驊临时担任中国代表团团長。
1947年4月12日，教育部長朱家驊主持聯合國教育、科學及文化組織中國委員會首次籌備會議，定於6月在南京成立。:8333
1947年4月13日，聯合國文教組織決議調查中國戰爭損失。:8333
1947年4月17日，國民政府任命朱家驊兼任国防科学委員会副主任委員兼委員。:8336
1947年4月23日，國民政府准免教育部部長張厲生本職；特任朱家驊為行政院政務委員，兼教育部部長。:8340
1947年5月25日，教育部長朱家驊在國民參政會報告教育工作，參政員嚴厲質詢學潮；朱家驊謂學潮係因共黨分子在學校活動所致。:8361
1947年8月15日，北京大學教授生活困難，90餘位教授，當面向教育部長朱家驊要求合理改善待遇。:8397
1948年，當選為中央研究院第一屆院士。

### 臨危受命
1948年5月31日，朱家驊被任命為行政院政務委員兼教育部部長。1949年6月12日，正值第二次国共内战末期，朱家驊卸下教育部部長之職，並撤離至广州，任中華民國政府行政院副院長。其後，朱家驊跟隨中華民國政府撤離至台湾。1950年3月，朱家驊自行政院副院長一職離任後，被任命為總統府資政。1950年7月，創辦《大陸雜誌》。同時也是中国国民党中央評議委員。
1963年1月3日，朱家驊病逝。享壽70岁。

## 紀念
落成於1963年的中研院舊民族所大樓，為紀念前代理院長朱家驊先生對中研院之貢獻而命名為「朱家驊館」。1985年民族所遷至新大樓後，此棟大樓即於1987年拆除，興建現今的行政大樓。2000年，行政大樓被命名為家驊館，以資紀念朱家驊代院長。